# Gare de Shin-Sapporo
La gare de Shin-Sapporo (新札幌, Shin-Sapporo-eki) est une gare ferroviaire de la ville de Sapporo au Japon. Elle est exploitée par la compagnie JR Hokkaido et le métro de Sapporo.

## Situation ferroviaire
La gare est située au point kilométrique (PK) 51,5 de la ligne Chitose. Elle marque le terminus est de la ligne Tōzai.

## Historique
La gare est inaugurée le 9 septembre 1973. Le métro y arrive le 21 mars 1982.

## Service des voyageurs

### Accueil
La gare dispose d'un bâtiment voyageurs, avec guichets, ouvert tous les jours.

### Dispositions des quais

#### JR Hokkaido
- Ligne Chitose :
  - voie 1 : direction Minami-Chitose, Aéroport de Shin-Chitose, Tomakomai, Hakodate et Obihiro
  - voie 2 : direction Sapporo

#### Métro de Sapporo
- Ligne Tōzai :

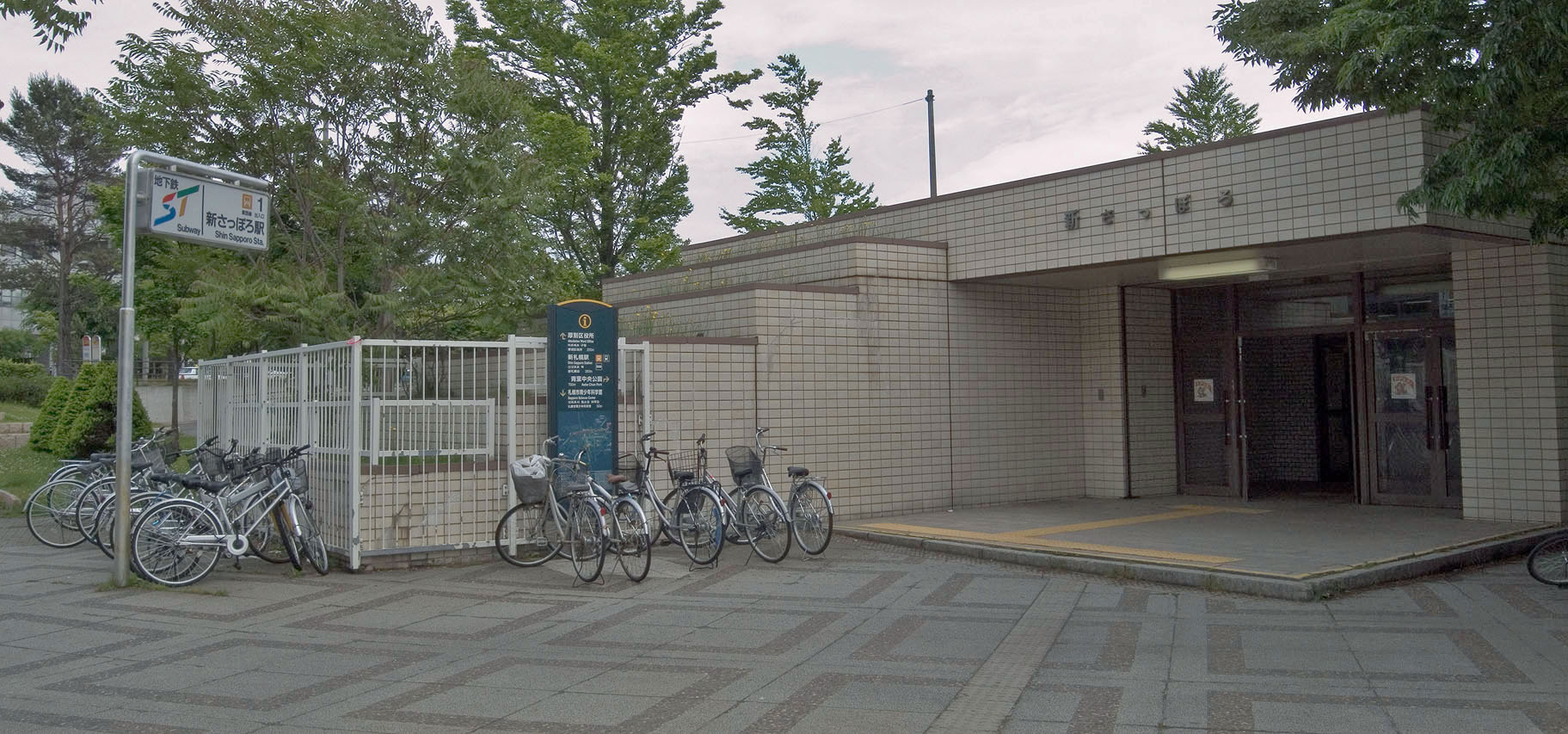
Entrée de la station de métro.

  - voies 1 et 2 : direction Miyanosawa